# 上馬養
上 馬養（かみ の うまかい）は、奈良時代の官人。姓は村主。従五位下・上大石の孫と刷る系図がある。位階は正六位上。

## 経歴
天平11年（739年）光明皇后の発願した写経事業の校生（校正係）として出仕を始め、その後写経事業が東大寺に移管されると共に、自らも東大寺写経所で校生となり、さらに同所の案生として経典・雑物などの出納係となった。また、近江国石山（現在の大津市石山）に造営された東大寺の別院ともいうべき石山寺の造営事業にも携わるなどした。造営のほか経営の才にも恵まれていたらしく、物品の売買や月借銭（高利貸）の運用にも従事した。ただし身分は史料にみえる限り、57歳で正六位上の位階にとどまっており、その一生は下級官人として過ごしたものと思われる。彼の署名のある古文書が正倉院文書中に多数残されている。
本貫は河内国大県郡津積郷（現在の大阪府柏原市）にあった。